# Kotłowacz
Kotłowacz (prononciation : [kɔˈtwɔvat͡ʂ]) est un village polonais de la gmina de Rzeczniów dans le powiat de Lipsko de la voïvodie de Mazovie dans le centre-est de la Pologne.
Il se situe à environ 2 kilomètres au sud de Rzeczniów (siège de la gmina), 17 km à l'ouest de Lipsko (siège du powiat) et à 126 km au sud de Varsovie (capitale de la Pologne).

## Histoire
De 1975 à 1998, le village appartenait administrativement à la voïvodie de Radom.